# 위구 (위왕)
위구(魏咎, ? ~ 기원전 208년)는 진나라 말기의 인물로, 전국 시대 위나라의 왕족이며 진나라 말기에 위나라를 재건해 왕이 되었다. 장한의 공격을 받아 자결했다.

## 생애
위나라의 여러 공자들 중 한 명으로, 영릉군(寧陵君)의 작호가 있었다. 진나라가 위나라를 멸망시킨 후에는 가인(家人)으로 격하되었다.
진 이세황제 원년(기원전 209년) 진승·오광의 난이 일어나 진승이 장초의 왕을 일컫자, 진승을 따랐다. 진승은 옛 위나라 사람인 주불을 보내 옛 위나라 땅을 평정하게 했고, 주불은 위나라 땅을 얻자 위구를 진에서 모셔와 왕으로 세웠다. 이때가 이세황제 2년 12월(기원전 208년)이었다. 위구는 석 달 전인 이세황제 원년 9월을 재위 첫 달로 썼다.
이세황제 2년 단월, 이미 진승을 무찌른 진나라의 장수 장한의 공격을 받아 임제에서 포위됐다. 4월, 주불이 제나라와 초나라에 구원을 청해 제나라에서는 왕 전담이 친히 출전했고 초나라에서도 항타를 보냈다. 그러나 이들은 모두 장한에게 격파당했고 전담은 전사했으며 주불도 죽임을 당했고 임제는 장한에게 포위됐다. 6월, 위구는 백성을 위해 장한에게 항복했고, 자신은 불로써 자결했다. 이후 위구의 동생 위표가 달아나 목숨을 건졌고 위나라를 재건했다.